# Margès
Ne doit pas être confondu avec Marg ou Marge.
Margès est une commune française située dans le département de la Drôme, en région Auvergne-Rhône-Alpes.

## Géographie

### Localisation
Margès est située à 35 km au nord-est de Valence et à 12 km au nord de Romans-sur-Isère.

### Relief et géologie
La commune est située dans la vallée de l'Herbasse.
Sites particuliers :
- Pied Rousset[2].

### Hydrographie
La commune est arrosée par les cours d'eau suivants :
- le Chalon ;
- l'Herbasse ;
- Mère d'Eau de Randon.

### Climat
Pour des articles plus généraux, voir Climat d'Auvergne-Rhône-Alpes et Climat de la Drôme.
En 2010, le climat de la commune est de type climat méditerranéen altéré, selon une étude du CNRS s'appuyant sur une série de données couvrant la période 1971-2000. En 2020, Météo-France publie une typologie des climats de la France métropolitaine dans laquelle la commune est exposée à un climat de montagne ou de marges de montagne et est dans la région climatique  Moyenne vallée du Rhône, caractérisée par un bon ensoleillement en été (fraction d’insolation > 60 %), une forte amplitude thermique annuelle (4 à 20 °C), un air sec en toutes saisons, orageux en été, des vents forts (mistral), une pluviométrie élevée en automne (250 à 300 mm). 
Pour la période 1971-2000, la température annuelle moyenne est de 11,7 °C, avec une amplitude thermique annuelle de 17,6 °C. Le cumul annuel moyen de précipitations est de 970 mm, avec 8,4 jours de précipitations en janvier et 6,2 jours en juillet. Pour la période 1991-2020, la température moyenne annuelle observée sur la station météorologique de Météo-France la plus proche, sur la commune de Marsaz à 8 km à vol d'oiseau, est de 12,8 °C et le cumul annuel moyen de précipitations est de 883,4 mm,. Pour l'avenir, les paramètres climatiques de la commune estimés pour 2050 selon différents scénarios d'émission de gaz à effet de serre sont consultables sur un site dédié publié par Météo-France en novembre 2022.

## Urbanisme

### Typologie
Au 1er janvier 2024, Margès est catégorisée bourg rural, selon la nouvelle grille communale de densité à 7 niveaux définie par l'Insee en 2022.
Elle est située hors unité urbaine. Par ailleurs la commune fait partie de l'aire d'attraction de Romans-sur-Isère, dont elle est une commune de la couronne,. Cette aire, qui regroupe 30 communes, est catégorisée dans les aires de 50 000 à moins de 200 000 habitants,.

### Occupation des sols
L'occupation des sols de la commune, telle qu'elle ressort de la base de données européenne d’occupation biophysique des sols Corine Land Cover (CLC), est marquée par l'importance des territoires agricoles (71,2 % en 2018), en diminution par rapport à 1990 (77,3 %). La répartition détaillée en 2018 est la suivante : terres arables (34,9 %), forêts (22,7 %), prairies (19,1 %), zones agricoles hétérogènes (11,5 %), zones urbanisées (6 %), cultures permanentes (5,7 %). L'évolution de l’occupation des sols de la commune et de ses infrastructures peut être observée sur les différentes représentations cartographiques du territoire : la carte de Cassini (XVIIIe siècle), la carte d'état-major (1820-1866) et les cartes ou photos aériennes de l'IGN pour la période actuelle (1950 à aujourd'hui).

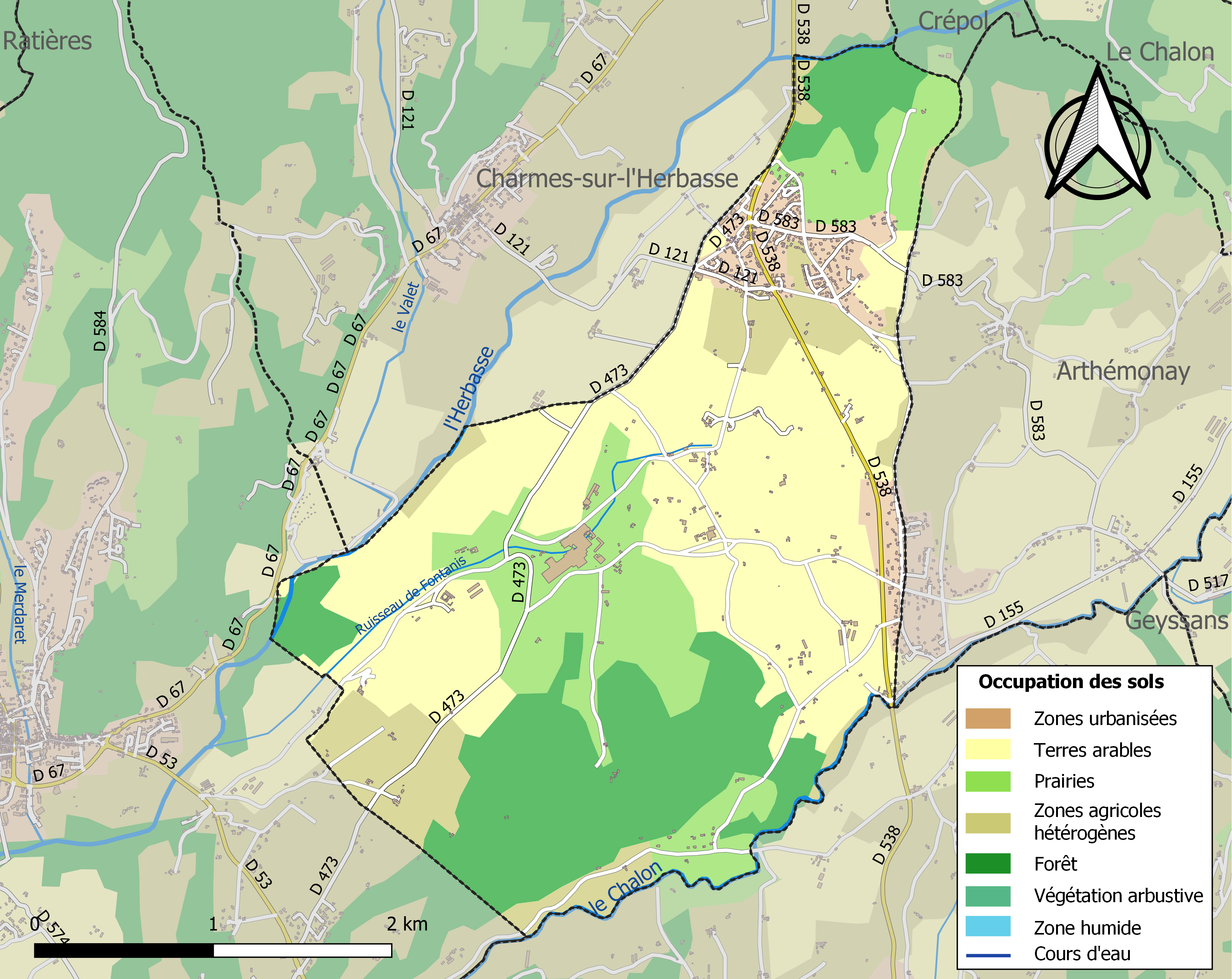
Carte des infrastructures et de l'occupation des sols de la commune en 2018 (CLC).

### Morphologie urbaine

#### Quartiers, hameaux et lieux-dits
Site Géoportail (carte IGN) :
- Bois de la Vache
- Champ des Pierres
- Charbonneux
- Combe Vache
- Grand Bois
- la Teppe
- Layat
- le Biaure
- le Chalon
- le Château
- le Fayet
- les Arbalous
- les Béraudes (sud-est)
- les Béraudes (nord-ouest)
- les Blaches
- les Doublis et la Balme
- les Eymards
- les Fromentaux
- les Grandes Pièces
- les Points
- les Rogeats
- Pissanet
- Pourrat
- Ranconet
- Saint-Didier
- Siseranne
- Tricondet

### Voies de communication et transports
La commune est desservie par les routes départementales D 121, D 473, D 538 et D 583.

## Toponymie

### Margès
Marjais en provençal[réf. nécessaire].
Attestations
Dictionnaire topographique du département de la Drôme :
- 1163 : Mariacum (cartulaire de Romans, 332) ;
- 1275 : de Marjiaco (choix de documents, 388) ;
- 1336 : Marjais (inventaire des dauphins, 90) ;
- 1343 : Marjays (choix de documents, 82) ;
- 1359 : Margays (cartulaire de Romans, pièces justificatives, 19) ;
- 1378 : Margays prope Romanis (cartulaire de Montélimar, 72) ;
- 1383 : castrum Marjaysii (choix de documents, 205) ;
- XIVe siècle : mention de l'église : capella de Marjeis (pouillé de Vienne) ;
- 1453 : Marjaysium (archives de la Drôme, E 1167) ;
- 1891 : Margés, commune du canton de Saint-Donat.

(non daté)[réf. nécessaire] : Margès.
Étymologie

### Tournay
Attestations
Dictionnaire topographique du département de la Drôme :
- 1070 : mention de la paroisse : ecclesia de Turnai (cartulaire de Romans, 330) ;
- 1080 : villa Turna (Masures de l'Isle-Barbe, 150) ;
- XIVe siècle : mention de la paroisse : capella de Tornia (pouillé de Vienne) ;
- 1449 : Tornaias (terrier de Vernaison) ;
- 1776 : mention de l'église : Notre-Dame de Tournay (archives de la Drôme, E 1231) ;
- 1891 : Tournay, village, chef-lieu de la commune de Margès.

Étymologie

## Histoire
Pour un article plus général, voir Histoire de la Drôme.

### Du Moyen Âge à la Révolution
La seigneurie :
- Au point de vue féodal, Margès était un arrière-fief de la baronnie de Clérieux, comprenant les deux paroisses de Margès et de Tournay.
- 1250 : la terre (ou seigneurie) est possédée par les Châteauneuf.
- Peu de temps après : elle passe (par mariage) aux Alleman.
- 1369 : passe aux Saint-Priest.
- 1447 : vendue aux Clermont-Chatte.
- Acquise par les Alleman.
- 1475 : passe aux Bathernay. La terre de Margès est unie à la seigneurie (puis comté) de Charmes.
- 1776 : séparée du comté de Charmes, elle passe aux Jacquemet de Saint-Georges, derniers seigneurs.

Avant 1790, Margès était une communauté de l'élection et subdélégation de Romans et du bailliage de Saint-Marcellin.

Elle formait originairement deux paroisses du diocèse de Vienne : Margès et Tournay. L'église de Margès était sous le vocable de Saint-Didier et dépendait du prieur de Saint-Donat. Elle fut église paroissiale jusqu'au XVIIe siècle. Les deux paroisses ayant été réunies, le service paroissial fut transféré dans l'église de Notre-Dame de Tournay qui prit le vocable de Saint-Didier (voir Tournay).
Antérieurement au XVIIe siècle, Tournay était le chef-lieu d'une paroisse du diocèse de Vienne comprenant une partie de la commune actuelle de Margès et dont l'église Notre-Dame de Tournay dépendait du chapitre de Romans qui y prenait la dîme et présentait à la cure. Au XVIIe siècle, les deux paroisses de Margès et de Tournay ont été réunies en une seule dont le service se fit dès lors dans l'église de Tournay qui prit le vocable de Saint-Didier qui avait été celui de l'église de Margès.

### De la Révolution à nos jours
En 1790, la commune fait partie du canton de Saint-Donat.

## Politique et administration

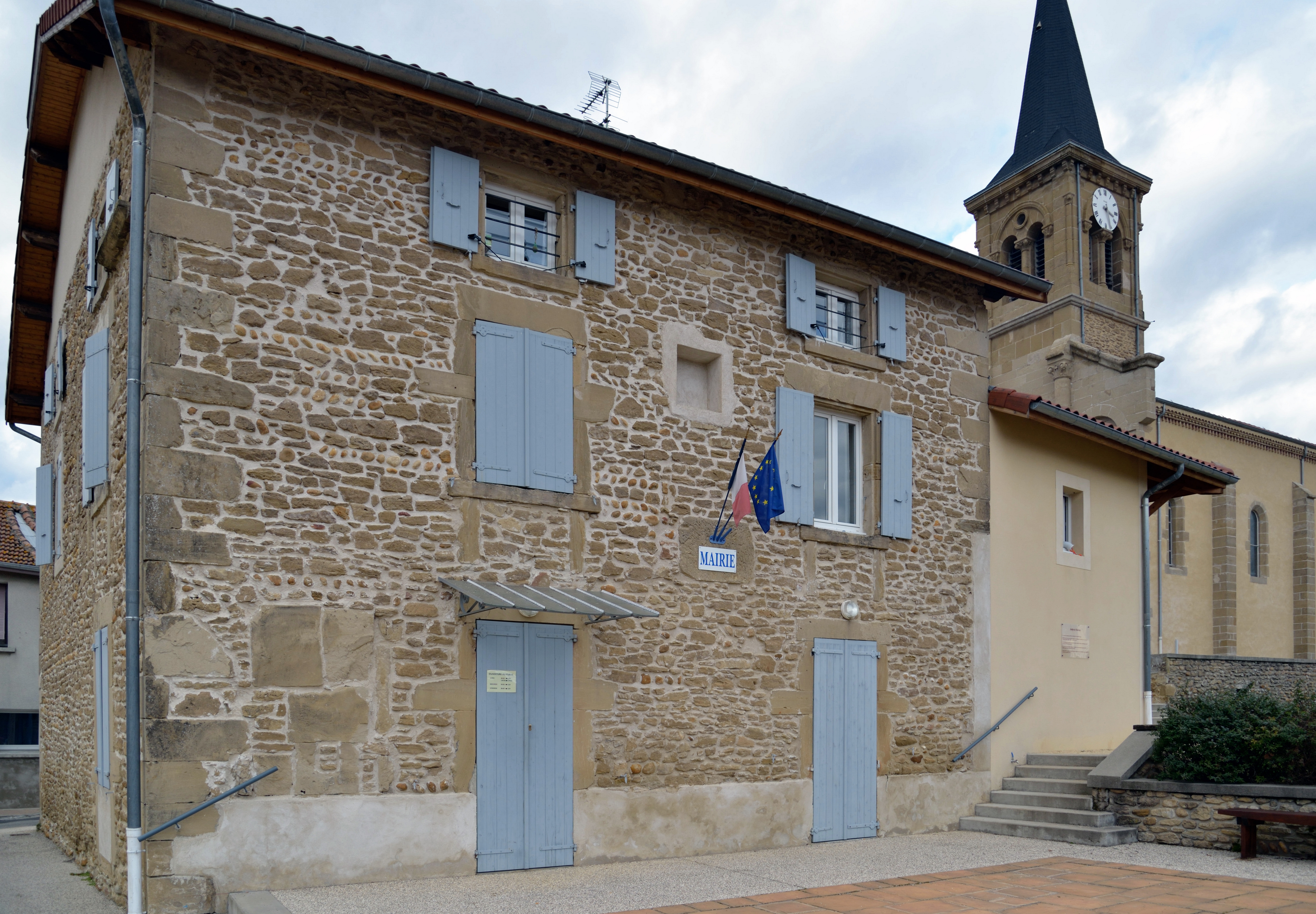
Ancienne mairie de Margès.

### Liste des maires
| Période                                                                      | Période                   | Identité                              | Étiquette | Qualité       |
| ---------------------------------------------------------------------------- | ------------------------- | ------------------------------------- | --------- | ------------- |
| Les données manquantes sont à compléter. : de la Révolution au Second Empire |                           |                                       |           |               |
| 1790                                                                         | 1871                      | ?                                     |           |               |
| Les données manquantes sont à compléter. : depuis la fin du Second Empire    |                           |                                       |           |               |
| 1871                                                                         | 1874                      | ?                                     |           |               |
| 1874                                                                         | 1878                      | ?                                     |           |               |
| 1878                                                                         | 1884                      | ?                                     |           |               |
| 1884                                                                         | 1888                      | ?                                     |           |               |
| 1888                                                                         | 1892                      | ?                                     |           |               |
| 1892                                                                         | 1896                      | ?                                     |           |               |
| 1896                                                                         | 1900                      | ?                                     |           |               |
| 1900                                                                         | 1904                      | ?                                     |           |               |
| 1904                                                                         | 1908                      | ?                                     |           |               |
| 1908                                                                         | 1912                      | ?                                     |           |               |
| 1912                                                                         | 1919                      | ?                                     |           |               |
| 1919                                                                         | 1925                      | ?                                     |           |               |
| 1925                                                                         | 1929                      | ?                                     |           |               |
| 1929                                                                         | 1935                      | ?                                     |           |               |
| 1935                                                                         | 1945                      | ?                                     |           |               |
| 1945                                                                         | 1947                      | ?                                     |           |               |
| 1947                                                                         | 1953                      | ?                                     |           |               |
| 1953                                                                         | 1959                      | ?                                     |           |               |
| 1959                                                                         | 1965                      | ?                                     |           |               |
| 1965                                                                         | 1971                      | ?                                     |           |               |
| 1971                                                                         | 1977                      | ?                                     |           |               |
| 1977                                                                         | 1983                      | ?                                     |           |               |
| 1983                                                                         | 1989                      | ?                                     |           |               |
| 1989                                                                         | 1995                      | Daniel Dumoulin                       |           |               |
| 1995                                                                         | 2001                      | ?                                     |           |               |
| 2001                                                                         | 2008                      | ?                                     |           |               |
| 2008                                                                         | 2014                      | ?                                     |           |               |
| 2014                                                                         | 2020                      | Jean-Louis Morin                      |           | fonctionnaire |
| 2020                                                                         | En cours (au 23 mai 2022) | Jean-Louis Morin[source insuffisante] |           | maire sortant |

## Population et société

### Démographie
L'évolution du nombre d'habitants est connue à travers les recensements de la population effectués dans la commune depuis 1793. Pour les communes de moins de 10 000 habitants, une enquête de recensement portant sur toute la population est réalisée tous les cinq ans, les populations de référence des années intermédiaires étant quant à elles estimées par interpolation ou extrapolation. Pour la commune, le premier recensement exhaustif entrant dans le cadre du nouveau dispositif a été réalisé en 2005.

En 2022, la commune comptait 1 076 habitants, en évolution de −5,03 % par rapport à 2016 (Drôme : +2,64 %, France hors Mayotte : +2,11 %).
| 1793 | 1800 | 1806 | 1821 | 1831 | 1836 | 1841 | 1846 | 1851 |
| ---- | ---- | ---- | ---- | ---- | ---- | ---- | ---- | ---- |
| 258  | 233  | 276  | 270  | 308  | 347  | 408  | 421  | 405  |

| 1856 | 1861 | 1866 | 1872 | 1876 | 1881 | 1886 | 1891 | 1896 |
| ---- | ---- | ---- | ---- | ---- | ---- | ---- | ---- | ---- |
| 502  | 505  | 565  | 530  | 586  | 563  | 563  | 581  | 579  |

| 1901 | 1906 | 1911 | 1921 | 1926 | 1931 | 1936 | 1946 | 1954 |
| ---- | ---- | ---- | ---- | ---- | ---- | ---- | ---- | ---- |
| 622  | 591  | 556  | 462  | 440  | 439  | 460  | 449  | 431  |

| 1962 | 1968 | 1975 | 1982 | 1990 | 1999 | 2005 | 2006 | 2010 |
| ---- | ---- | ---- | ---- | ---- | ---- | ---- | ---- | ---- |
| 421  | 370  | 373  | 444  | 532  | 723  | 846  | 844  | 925  |

| 2015  | 2020  | 2022  | - | - | - | - | - | - |
| ----- | ----- | ----- | - | - | - | - | - | - |
| 1 113 | 1 094 | 1 076 | - | - | - | - | - | - |

### Manifestations culturelles et festivités
- Fête : le 15 août[1].

### Loisirs
- Randonnées : GR 422 - GRP Drôme des Collines[2].

### Médias
La population de la commune se situe dans l'aire de diffusion de plusieurs médias :
- Presse écrite
  - Le Dauphiné libéré, quotidien régional
  - L'Agriculture Drômoise, journal d'informations agricoles et rurales, couvre l'ensemble du département de la Drôme.
  - Drôme Hebdo (ancien Peuple Libre), hebdomadaire chrétien d'informations.
- Presse audio-visuelle
  - Ici Drôme Ardèche est une radio publique diffusée sur son territoire.

### Cultes
La communauté catholique et l'église paroissiale (propriété de la commune) sont rattachées à la paroisse Notre Dame des Collines de l’Herbasse, elle-même relevant du diocèse de Valence.

## Économie

### Agriculture
En 1992 : bois, polyculture, arbres fruitiers, tabac, caprins.
- Foire : le 16 août[1].

### Industrie
- Une scierie[2].
- Une usine[2].

## Culture locale et patrimoine

### Lieux et monuments
- Château de la Sizeranne[1].
- Chapelle ruinée de Saint-Didier[1].
- Église Saint-Didier de Margès (XIXe siècle)[1].

### Patrimoine naturel
- Plusieurs grottes[2].

### Héraldique
| Blason de Margès | Blason  | Écartelé : au 1er d'or à une montagne de sinople, au 2e d'azur à deux clés d'argent passées en sautoir, au 3e d'azur au portail du château du lieu d'argent, au 4e d'or à un dauphin d'azur, barbé, oreillé, lorré et peautré de gueules. |
| Blason de Margès | Détails | Le statut officiel du blason reste à déterminer. |